# Bulgari bănățeni

Bulgarii din Banat

Bulgarii bănățeni (bulgară: банатски българи, banatski bălgari; numiți și palkene sau palchene) sunt o minoritate catolică bulgară care locuiesc predominant în Banatul românesc. Religia lor este romano-catolică și se trag dintr-un grup de paulicieni din nordul și nord-vestul Bulgariei (din împrejurimile Nicopole, Ciprovți, Sviștov). Bulgarii bănățeni locuiesc în această regiune din secolul XVII și vorbesc o limbă aparte, o formă codificată a dialectului bulgar oriental, cu influențe lexicale din germană, maghiară, română și sârbocroată.

Sunt singurii bulgari care utilizează alfabetul latin.
Conform datelor statistice, în România sunt înregistrați 8.025 bulgari din care 6.422 bulgari locuiesc în Banat.

## Istoric
Migrația paulicienilor bulgari în zona Banatului a început după eșecul răscoalei antiotomane de la Ciprovți sau Ciprăuți in limba română, din 1688 și după o serie de războaie maghiaro-turce și austro-turce. Paulicienii bulgari sunt urmașii celor 200.000 de paulicieni armeni aduși în Bulgaria de împăratul Imperiului Roman de Răsărit, Ioan Tzimiskes. Bulgarii paulicieni de lângă Nicopole au traversat Dunărea în căutarea unui trai mai decent, în afara Imperiului Otoman, după lungi negocieri cu conducătorii austrieci care le-au acordat ulterior dreptul să se stabilească în Transilvania și Banat, aflate sub stăpânire austriacă la acea vreme. În 1738 bulgarii au întemeiat Beșenova Veche (Star Beshenov sau Stár Bišnov), care, locuită de 3.200 dintre ei și cunoscută oficial sub numele de Dudeștii Vechi, este în prezent centrul cultural al bulgarilor emigranți bănățeni. Vinga, întemeiată în 1741 de bulgari originari din Ciprovți și bulgari paulicieni din jurul orașului Nicopole, din satele Belene, Ores, Trancevica și altele, este al doilea centru important al acestora.
Inițial, bulgarii emigranți bănățeni locuiau doar în părți din regiunea la nord de Dunăre, dar unele grupuri s-au mutat în secolul XIX la sud, în Serbia.
După ce Bulgaria și-a căpătat independența în 1878, mulți bulgari din Banat au decis să se mute înapoi în vestul Bulgariei, deși drasticele consecințe ale Primului război mondial au forțat pe unii să migreze înapoi în Banat.

## Limba
Dialectul vorbit de bulgarii din Banat poate fi clasificat ca aparținând grupului bulgar oriental. O caracteristică tipică a acestuia este vocala "ы / î", care poate fi folosită etimologic sau poate substitui vocala "i". Alte caracteristici fonologice sunt: "ê" ("e" larg) de la yat din vechea slavonă bisericească și transformarea lui "o" în "u" dar mai des a lui "e" în "i": selu în loc de selo (sat). Un alt semn al originii bulgare orientale este pronunțarea moale a consoanelor finale, tipică pentru alte limbi slave, dar care se găsesc doar în bulgara dialectală (spre exemplu tavan sună ca tavanj în sârbă).
Din punct de vedere lexical, limba bulgarilor din Banat a împrumutat multe cuvinte din limba germană (drot din germana "Draht" - fir, gang din Gang - coridor, gang) și din ungară (perna - pernă) datorită contactului strâns cu celelalte populații ale Banatului multietnic. Circa 20% din vocabularul bulgar bănățean este de împrumut. Marea majoritate a bulgarilor sunt bilingvi, a doua limbă fiind predominant limba română.
Limba bulgară bănățeană folosește o scriere proprie, bazată pe versiunea croată a scrierii latine și păstrează multe caracteristici arhaice din limba vorbită în Bulgaria. Limba a fost codificată încă din 1866 și este folosită în literatură și în presă, ceea ce o deosebește de dialectele simple.

## Cultura
Bulgarii bănățeni au o serie de tradiții specifice precum colindatul băieților cu betleemul de Crăciun, colindatul fetelor de florii, Baba marta, farsangul.
Farsangul la bulgarii din Banat este similar cu cel românesc, fiind sărbătoarea de lăsatul secului. Potrivit obiceiurilor, petrecerea durează până la Miercurea cenușii, când începe Postul Paștelui. În tot acest timp în localitățile unde locuiesc bulgari se organizează baluri mascate și spectacole.
Sărbătoarea cea mai spectaculoasă din calendarul popular bulgăresc este Baba Marta, care, ca și Baba Dochia, personifică primăvara. La sfârșitul lui februarie, bulgarii fac curățenie generală în case, deoarece se spune că Baba Marta nu vizitează decât casele ingrijite. Batrânii nu trebuie să iasă prea devreme din casă, pentru că bătrâna dorește să intâlnească doar fete tinere și femei. În ultima zi a lunii februarie, copiii din mediul rural aprind un foc cât se poate de mare. Ei strigă: «Baba Marta, eu te incălzesc pe tine azi, iar tu să mă încălzești pe mine mâine!» și se adună în jurul focului, cu diverse strigături, iar când focul se stinge, sar peste el. Focul trebuie sa ardă cât mai mult și cât mai sus ca să o încălzească pe Baba Marta, care personifică și soarele care poate să ardă fețele oamenilor.
Bulgarii bănățeni sunt reprezentați de Uniunea Bulgară din Banat România care publică ziarul Náša glás cu litere latine și revista Literaturna miselj.

## Populația
Într-un recensământ al populației din Banat, atât cel românesc cât și cel sârbesc, efectuat în 1770 de Contele Clary rezultau un număr de 8.683 de bulgari. După Primul Razboi Mondial, multe familii de bulgari din Vinga s-au mutat în Arad și Timișoara. Odată cu venirea comunismului în România, scăderea populației de bulgari din localitățile originare s-a pronunțat. Colectivizarea a privat de proprietăți mari de pământ familiile bulgare care s-au văzut nevoite să se mute la oraș, unde au găsit locuri de muncă. Astfel, din principalele trei sate bulgărești Vinga, Dudeștii Vechi și Breștea, marea majoritate a bulgarilor s-au mutat la Timișoara. Aici, conform recensământului din 1992 existau 1.320 de bulgari și 6.466 în întregul județ Timiș. O comunitate importantă de bulgari trăiește și în comuna Denta din sudul județului Timiș, unde alcătuiesc aproximativ 1/5 din populația totală a localității.

## Personalități

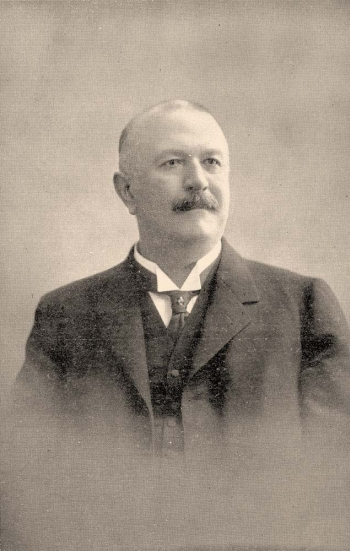
Carol Telbisz

- Ștefan Dunjov (1815-1889), avocat arădean, colonel în risorgimento
- Eusebius Fermendžin (1845-1897), călugăr franciscan, istoric, membru al Academiei Croate de Științe
- Carol Telbisz (1854-1914), primar al Timișoarei timp de trei decenii

## Politică

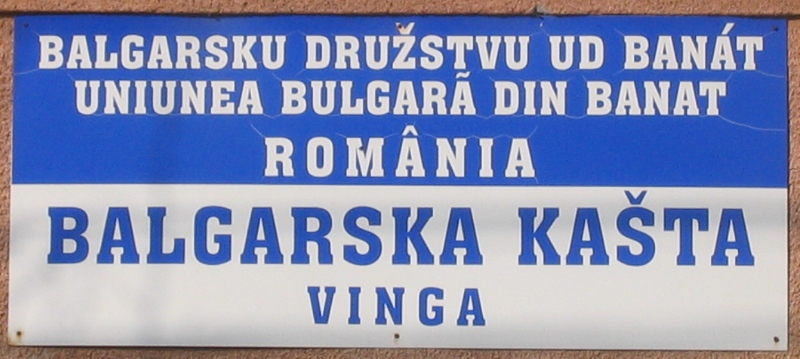
Sigla UBBR, sediul din Vinga

Bulgarii bănățeni au înființat inițial Uniunea Bulgară din Banat România, cu sediul la Timișoara. Împreună cu celelalte comunități bulgare din România, din Oltenia și Muntenia au înființat la București Asociația Culturală Bulgară, transformată mai târziu, în Comunitatea "Bratstvo" a bulgarilor din România.
În perioada 1990 - 1996, reprezentantul minorității bulgare în Camera Deputaților a fost președintele Uniunii Bulgare din Banat, Carol Ivanciov. La alegerile din 1996, locul minorității bulgare în Parlamentul României a fost câștigat de reprezentantul Comunității "Bratstvo", Florin Simion. În aceste alegeri, Comunitatea "Bratstvo" a obtinut 5.359 de voturi, iar Uniunea Bulgară din Banat – 4.115 voturi. La alegerile din noiembrie 2000 reprezentant al minorității bulgare în Camera Deputaților a fost ales Petru Mirciov, din partea Uniunii Bulgare din Banat. Din 2004 până în 2016 minoritatea bulgară a fost reprezentată în Parlamentul României de generalul Niculae Mircovici.